# Pré-Saint-Évroult
Pré-Saint-Évroult è un comune francese di 309 abitanti situato nel dipartimento dell'Eure-et-Loir nella regione del Centro-Valle della Loira.

## Società

### Evoluzione demografica
Abitanti censiti